# Рутульське бекство
Рутульське бекство — рутульське політичне об'єднання у південному Дагестані, що утворилася на початку XV століття. Було союзником Кара-Коюнлу, потім Османської імперії та Персії (почергово). У 1839 році приєднано до Російської імперії. Кордони Рутульського бекства в цілому збігаються з територіями розселення рутульців.

## Історія
З давніх давен на землях рутулів існували вільні товариства в кожному аулі, які складалися в товариства чи громади. Процес утворення єдиного рутульського товариства розпочався у складі Кавказької Албанії. На той час рутульці сповідували християнство. Подальша історія рутульців пов'язана з утворенням Лакза — одного з великих політичних об'єднань південного Дагестану, у складі якого перебували до XIII ст. Проте, перебуваючи у складі Лакза, рутульці являли собою самостійне політичне об'єднання на чолі з емірами. Про це свідчить і той факт, що об'єднані війська емірів Рутула, Джіниха і Руфука завдали поразки хазарським військам, які намагалися захопити селище Ахти.
З проникненням сюди з VIII ст. арабів, серед місцевого населення поширюється іслам. Територія рутульців піддавалася політиці насильницької ісламізації. До XVI іслам уже повністю зміцнив свої позиції на цій території.
Втім, тривалий час існувало самостійне рутульське товариство (рутульський магал), незважаючи на походи сюди арабів з Дербентського емірату, Ширвана, монголів, військ Тамерлана. Деякий час підкорялося емірату Ільчі-Ахмада, після занепаду якого остаточно дістало свободу. Водночас у ньому прискорилося формування феодальних відносин, значно посилився вплив знаті.
З XV ст. головою магалу стають беки. Попервах вони обиралися усіма аулами й знаттю. Втім вони підкорялися загальним зборам. Вплив та значення беків зростав у часи війни. У 1430-х років вони вступають у конфлікт з Цахурським ханством. Рутульскі беки в цей час намагалися спиратися на потугу спочатку Кара-Коюнлу, потім Османської імперії задля розширення своїх володінь, проте не досягли суттєвих успіхів.
З кінця XV ст. стає союзником Газікумухського шамхальства. В цей час починається конфлікт рутульських беків з ахтинськими беками, боротьба з якими тривала до 1542 року. Згодом беки переходять на бік сефевідської Персії, сприяючи посиленню впливу Дагестану. У 1583 році рутульський володар Газі-бек отримує визнання з боку шаха Тахмаспа I, на що видано відповідний фірман.
У XVII ст. до складу рутульського бекства входили не лише рутульські, а й деякі цахурські та лезгінські селища. Збереглося, наприклад, переказ про насильницьке підпорядкуванні аулів Хрюк, Зрих, Кахул, Іжа. Рутульського магалу вдалося підкорити собі й віддалені лезгінські селища — Кака, Ялах, Луткун. Але бекам не вдалося надовго закріпити над ними владу. В результаті боротьби у 1730-х роках за ці аули з Газікумухським ханством рутульські беки зазнали поразки від газікумухців на чолі із ханом Сурхаєм I.
З 2-ї пол. XVII до кін. XVIII ст. рутульські беки постійно маневрували між Османською імперією та шахською Персією. У 1724 році підпало під вплив Османської імперії, з 1735 року — Персії. У 1741 році зазнало нашестя перської армії на чолі із Надир-Шахом. В подальшому беки вимушені були рахуватися з діями Російської імперії.
На початку XIX ст. рутульці опинилися в безпосередній близькості від районів, у яких утвердилося вплив Росії. Але беків не влаштовувало приєднання до Російської імперії, бо обмеження їх влади в рутульськом магалі заважало набігам на сусідів, яких вони намагалися примусити до сплати данини. Рутульські беки чинили збройний опір царським військам. У 1839 році бек Ага-бек, зібравши значні сили з рутульців і лезгин, несподівано захопив м. Нуху, але на третій день змушений був тікати. Ці події спричинили за собою наступ російських військ і приєднання рутульців до Російської імперії.

## Державне управління
Діяв «диван» (суд, рада), в який входили аксакали і один з рутульських беків. До компетенції рутульського дивана входило розгляд судових справ, вирішення питань війни і миру, вирішення питань суспільних потреб (ремонт і будівництво будинків, мостів тощо).
Рутул (резиденція рутульського беків) не визнавало нічиєї влади. Згідно з переказами, рутульці могли вигнати неугодного їм бека й призначити іншого на свій розсуд. Під час небезпеки ззовні рутульські суспільства об'єднувалися, їх начальником ставав бек.
Найбільшого впливу беки мали з 1570-х до 1720-х років. Надалі відбувається деградація рутульського бекського дому. Процес поступової втрати беками своїх привілеїв розтягнувся на досить тривалий час. З часом рутульський бекський дім перетворюється на звичайний вільний тухум з незначними традиційними привілеями. На час початку Кавказької війни рутульські беки вже не були можновладними. Рутул перетворюється на стабільний союз сільських громад. У 1844 році він був включений до Самурського округу.

### Суспільна структура
на першому щаблі станової ієрархії рутульського суспільства стояли беки, перетворювалися в справжню феодальну знать, але так і не стали повноправними феодалами. До панівного стану також відносилися представники місцевого духовенства: кадії, ефенді, мулли.
На черговій сходинці розташовувалися лежбери (селяни) — найчисленніший стан рутульського суспільства. Вони були особисто вільними людьми, могли вільно переходити з одного селища в інше, тому що не були прикріплені до землі, володіли засобами виробництва, мали рухоме і нерухоме майно та вільно розпоряджалися ним. З часу, внаслідок наявності приватної власності, серед рутульських селян стали виділятися найвпливовіші — кетхуда -, що відігравали вирішальну роль при обранні старшин наджамаате.
На останній щаблі перебували раби (к'ули). У рабів навертали полонених, захоплених рутульськими військовиками в ході міжусобних воєн з сусідніми товариствами.
Важливою соціальною осередком суспільства був тухум, або як називають його рутулов — «халадан». Халадан в свою чергу, мав більш дрібне поділ, яке називалося «цихіл». Усередині тухума (халадана) існувало майнова і соціальна нерівність, і не завжди окремий тухум грав роль при обранні адміністрації села. Найчастіше старшини призначалися з найвпливовіших тухумів.

## Економіка
Рутульські беки жили за рахунок данини, стягнутої з населення, що потрапило під їхню владу. Самі ж рутульці не дуже підпорядковувалися своїм бекам. Такі рутульські селища, як Хнов, Борч, Іхрек вважали себе незалежними і визнавали беків номінально, не сплачуючи данини. Аули Шіназ, Кіна, Уна, Амсар і Хпюк віддавали тільки скотину. Населення столиці держави було звільнено від сплати податків.
Головними галузями господарства були скотарство і землеробство. Цими галузями господарства рутульці займалися здавна, про що свідчить археологічний матеріал, а також століттями вироблені агротехнічні прийоми, унікальний річний сільськогосподарський календар. Через нестачу зимових пасовищ, у рутульців виробилася відгонна форма скотарства. Худоба переганявся на орендовані рівнинні землі.
З метою збільшення площі орних земель, рутульці створювали тераси. Панівною була одно- і трипільна система землеробства. Для гірської зони була характерна трипільна система, а для високогірної однопільні і перелогова система. Традиційними культурами були жито, жито, ячмінь, пшениця, просо. Внаслідок панування натурального господарства, а також через віддаленість проживання від основних центрів торгівлі та ремесел Дагестану, широкий розвиток у них отримали кустарні промисли (виробництво суконь, одяг, взуття, виробництво килимів, ковальство, теслярство, мулярство, лудильників, будівництво, гончарство).
Продукти тваринництва, землеробства, кустарного виробництва реалізовувалися в Дербенті, Касумкенті, Курахі, Ахти, Цахурі, Кубі, Баку, Нухі. Посилення торгівлі товарами призвело до збільшення грошей сприяло розвитку основних галузей господарства, що в свою чергу, призвело до майнової та соціальної диференціації рутульського суспільства.
Існували 4 форми земельної власності: приватна, яка ділилася на бекську та селянську; вакуфну, громадську та тухумну. Панівною формою земельної власності у рутульців була приватна, відома під назвою мюльк.